# Nimrud

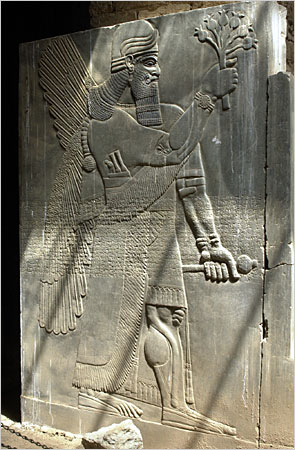
O stelă de la Nimrud

Nimrud este un oraș antic asirian situat la sud de Ninive pe râul Tigru, astăzi în provincia Ninawa din Irak. În antichitate, orașul a fost numit Kalḫu. Arabii au numit orașul Nimrud după Nimrod, personaj biblic și erou legendar (cf. Geneza 10:11-12, Mica 5:6 și 1Cronici 1:10). 
Orașul avea o suprafață de aproximativ 41 km2. Ruinele orașului se găsesc astăzi în Irak, la 30 km sud-est de Mosul. Ruinele se află în Districtul Al Hamdaniya, la cca. un kilometru de satul Noomanea. S-a sugerat că Nimrud este orașul biblic Calah sau Kalakh.